# Оспедале Чивиле (Виченца)
Оспедале Чивиле је насеље у Италији у округу Виченца, региону Венето.
Према процени из 2011. у насељу је живело 32 становника. Насеље се налази на надморској висини од 1042 м.